# Gabriela Yepes
Gabriela Yepes (Lima, 1975) es una comunicadora especializada en escritura dramática y dirección con experiencia en cine, televisión y teatro. Ha producido, escrito y dirigido proyectos en Perú, Europa, Asia y Estados Unidos. 

## Educación
Tuvo una formación de Estudios Generales Letras en la Pontificia Universidad Católica del Perú y como Bachiller en la carrera de Ciencias de la Comunicación en la Universidad de Lima, graduándose en 2001. Además, realizó una maestría (MFA) en Producción de Cine y Video en la Universidad de Texas en Austin culminado en 2008. En la actualidad, cursa estudios de doctorado en el Programa Interdisciplinar de Estudios de Teatro en la Universidad de Madison.

## Trayectoria
El trabajo de Gabriela Yepes explora temas relacionados con la memoria, la violencia, la interculturalidad y el género, utilizando diversos géneros y formatos del cine y el teatro desde el 2003.
En la actualidad, se encuentra escribiendo su primer de largometraje, El Héroe Oscuro, ganador de uno de los Premios al Desarrollo de Largometrajes de Ficción del Ministerio de Cultura-DAFO 2018, y participante del Bolivialab 2016 y el Taller de Desarrollo Cine Qua Non 2021.

## Cine

### Cortometrajes
- 2002 - El Camino de mi Destino[4]
- 2007 - Vivir es una obra maestra[5]
- 2008 - Danzak[6]
- 2012 - Dar, Recibir, Devolver[7]

### Largometrajes
- En desarrollo - El Héroe Oscuro

## Teatro
- 2016 - La Odisea
- 2015-7 - Las Tres Viudas[8]
- 2019 - Camasca[9]
- 2019 - La Terapeuta[10]

## Televisión
- 2001 - La Función de la palabra
- 2001 - La Buena Tierra
- 2004 - Visiones

## Investigación
- 2022 - Rebeldes y Valientes[11]